# 硬盘

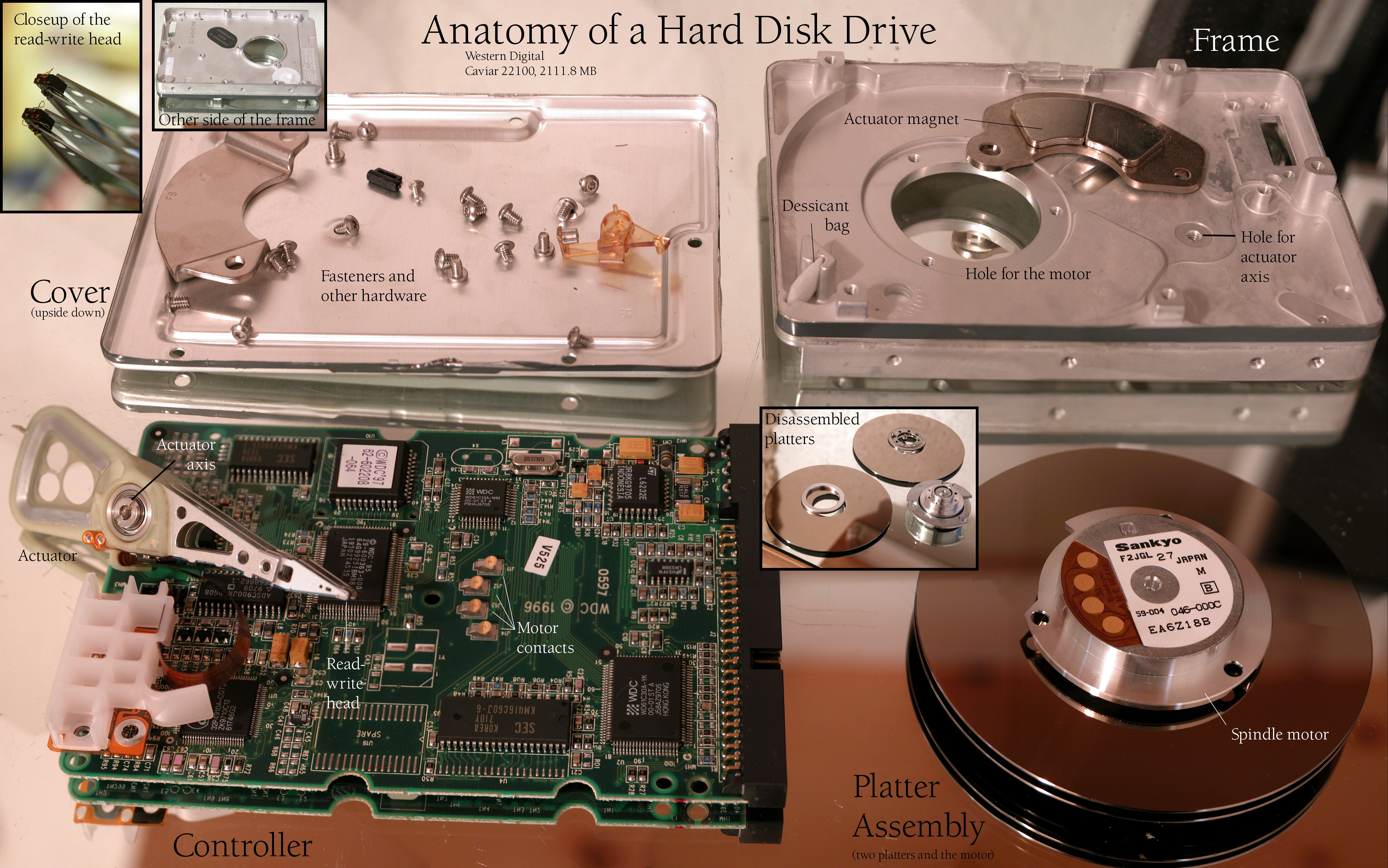
拆卸並貼有標籤的1997年硬盤，位於鏡子上方

硬盘驱动器（英語：Hard Disk Drive），简称硬盘（hard disk）或硬驱（hard drive），又称“机械硬盘”或“傳統硬碟”，是电脑上使用坚硬的旋转磁性盘片为基础的非依电性存储器，它在平整的磁性表面存储和检索数字数据，数据通过离磁性表面很近的磁头由电磁流来改变极性的方式被写入到磁盘上，数据可以通过盘片被读取，原理是磁头经过盘片的上方時盘片本身的磁场导致读取线圈中电气訊號改变。硬盘的讀寫是採用半随机存取的方式，可以以任意順序讀取硬盘中的資料，但读取不同位置的资料速度不相同。硬盘包括一至數片高速轉動的盘片以及放在执行器懸臂上的磁头。
早期的硬盘儲存介质是可替换的，不过现在硬盘的儲存介质一般不能更换，碟片与磁头是一起被密封在硬盘驱动器内。硬盘有一個有着过滤措施的气孔，用来平衡工作时产生的热量导致的硬盘内外的气压差。
硬盘是由IBM在1956年開始使用，在1960年代初成為通用式電腦中主要的輔助存放裝置，隨著技術的進步，硬盘也成為服务器及個人電腦的主要組件。

## 接口

### 数据接口

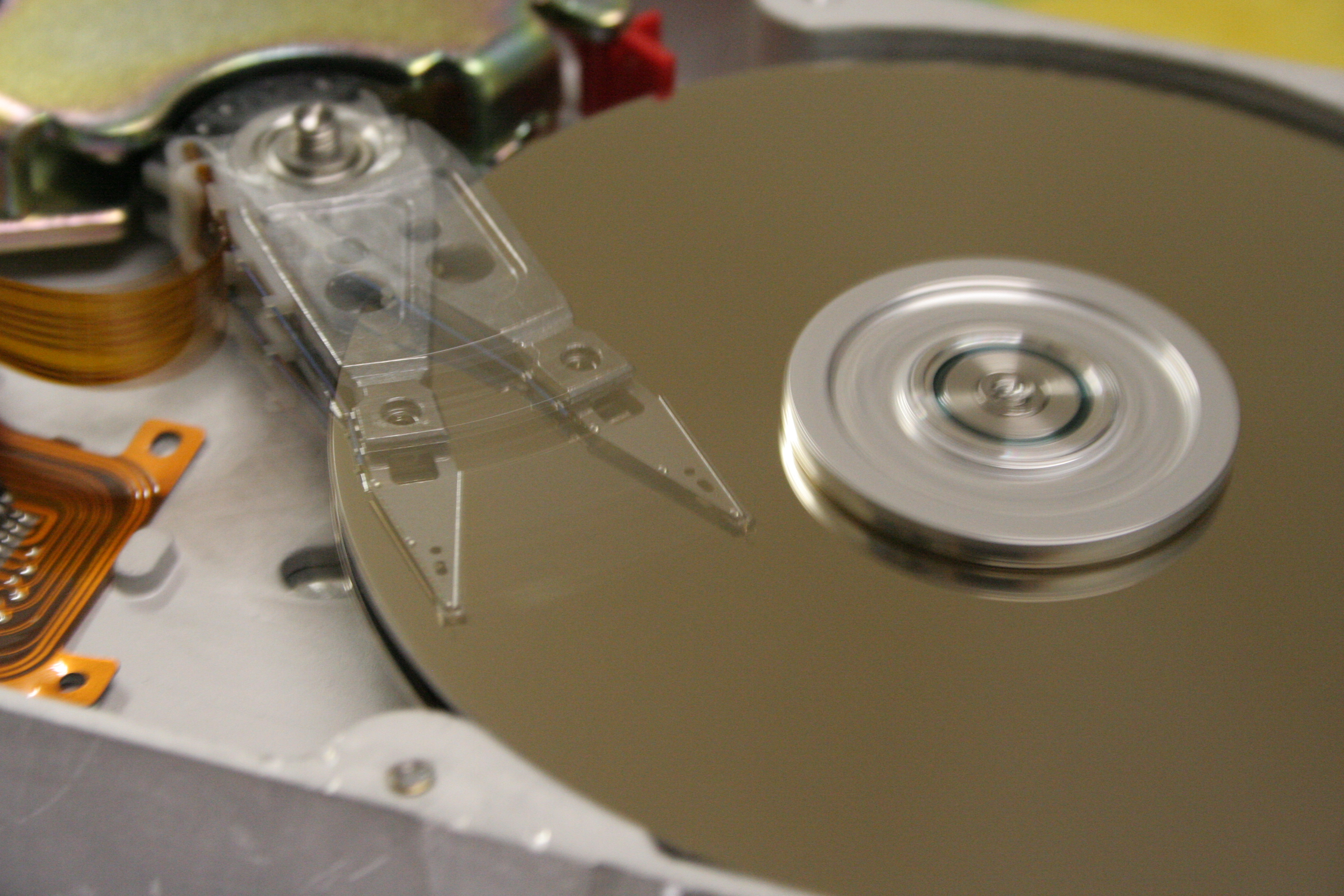
硬盘读取状态

硬盘按数据接口不同，大致分为ATA（又称IDE）和SATA以及SCSI和SAS。接口速度不是实际硬盘数据传输的速度，目前普通硬盘的实际数据传输速度一般不超過300MB/s。

#### ATA
全称Advanced Technology Attachment，是用传统的40-pin并口数据线连接主板与硬盘的，接口速度最大为133MB/s，因为并口线的抗干扰性太差，且排线占用空间较大，不利电脑内部散热，已被SATA所取代。

#### SATA
全称Serial ATA，也就是使用串口的ATA接口，特点是抗干扰性强，对数据线的要求比ATA低很多，且支持热插拔等功能。SATA-II的接口速度為300MiB/s，而新的SATA-III标准可达到600MiB/s的传输速度。SATA的数据线也比ATA的细得多，有利于机箱內的空气流通，整理线材也比較方便。

#### SCSI
全称Small Computer System Interface（小型電腦系統介面），经历多代的发展，从早期的SCSI-II，到目前的Ultra320 SCSI以及Fiber-Channel（光纤通道），接口型式也多种多样。SCSI硬盘广为工作站级個人电脑以及服务器所使用，因此会使用较为先进的技術，如碟片转速15000rpm的高转速，且资料传输时CPU占用率较低，但是单价也比相同容量的ATA及SATA硬盘更加昂贵。

#### SAS
全称Serial Attached SCSI，是新一代的SCSI技术，可兼容SATA硬盘，同樣支援熱插拔，採用序列式技术以获得更高的传输速度，可达到12Gb/s，碟片轉速也較快。而較小的连接线，可改善系统内部空间空氣流通。通常應用於伺服器等企業級產品。
此外，由于SAS硬盘可以与SATA硬盘共享同样的背板，因此在同一个SAS存储系统中，可以用SATA硬盘来取代部分昂贵的SAS硬盘，节省整体的存储成本。但SATA存储系統并不能连接SAS硬盘。

#### FC
全称Fibre Channel（光纤通道接口），拥有此接口的硬盘在使用光纤联接时具有热插拔性、高速带宽（4Gb/s或8Gb/s或16Gb/s）、远程连接等特点；内部传输速率也比普通硬盘更高。但其价格高昂，因此FC接口通常只用于高端服务器领域。

### 电源接口

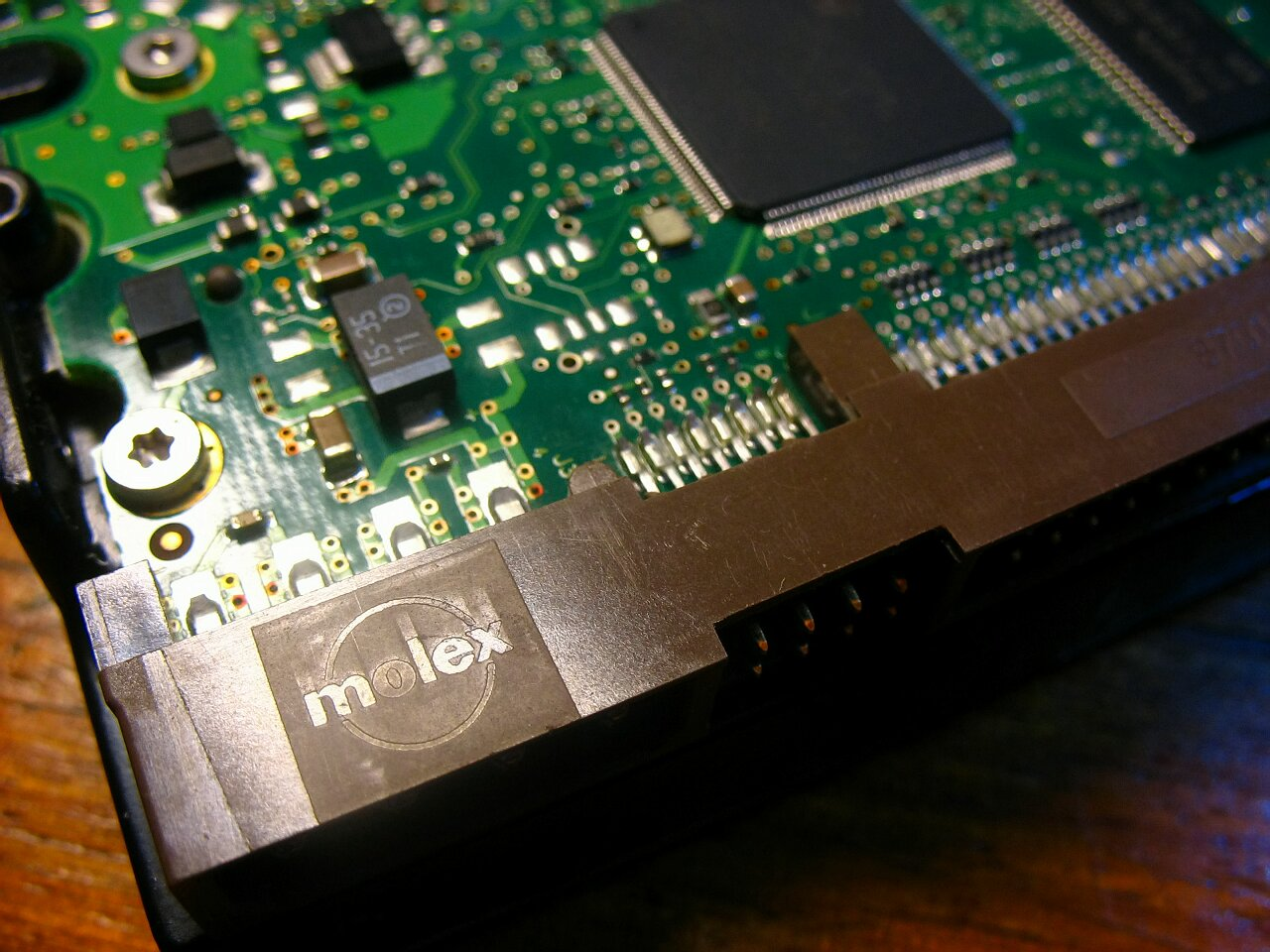
一顆希捷硬盘电源接口处的Molex徽标

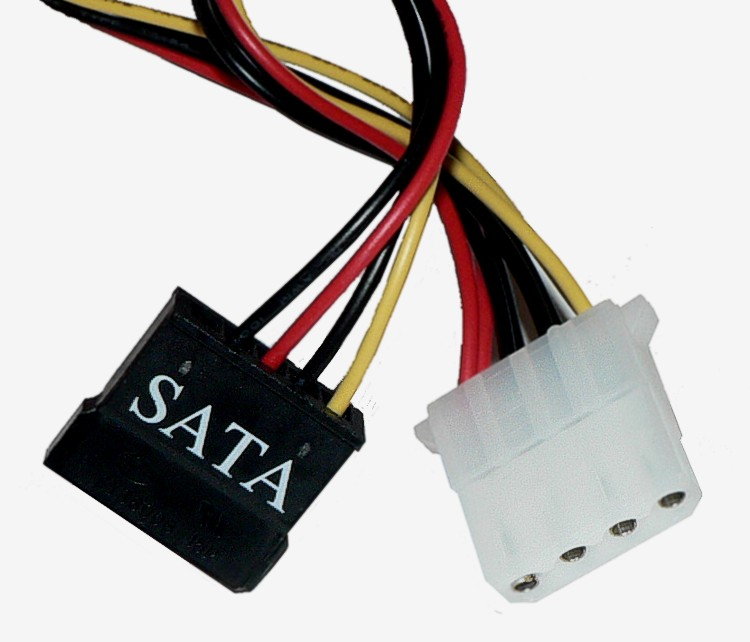
電腦内部硬盘电源线，白色的是D形4针电源接口，黑色的是SATA電源線

3.5寸台式机硬盘：ATA接口的硬盘一般使用D形4针电源接口（俗稱“大4pin”），由Molex公司设计并持有专利；SATA硬盘则使用SATA電源線。
2.5寸的笔记本电脑硬盘，可直接由資料介面供电，不需要额外的电源接口。在插上外接的便携式硬盘盒之后，由计算机外部的USB接口提供电力来源，而单个USB接口供电約为4~5V 500mA，若移动硬盘盒用电需求较高，有时需要接上两个USB接口才能使用，否则，需要外接电源供电。但如今多数新型硬盘盒（使用2.5寸或以下硬盘）已可方便地使用单个USB口供电。

## 结构

磁道（Track）
柱面（Cylinder）
扇区（Sector）
磁头（Heads）
盘片（Platters）
每个碟片都有两面，因此也会相对应每碟片有2个磁头。

A：磁道
B：扇面
C：扇区
D：簇（扇区组）
在硬盘上定位某一数据记录位置—C扇区，使用三维定位。

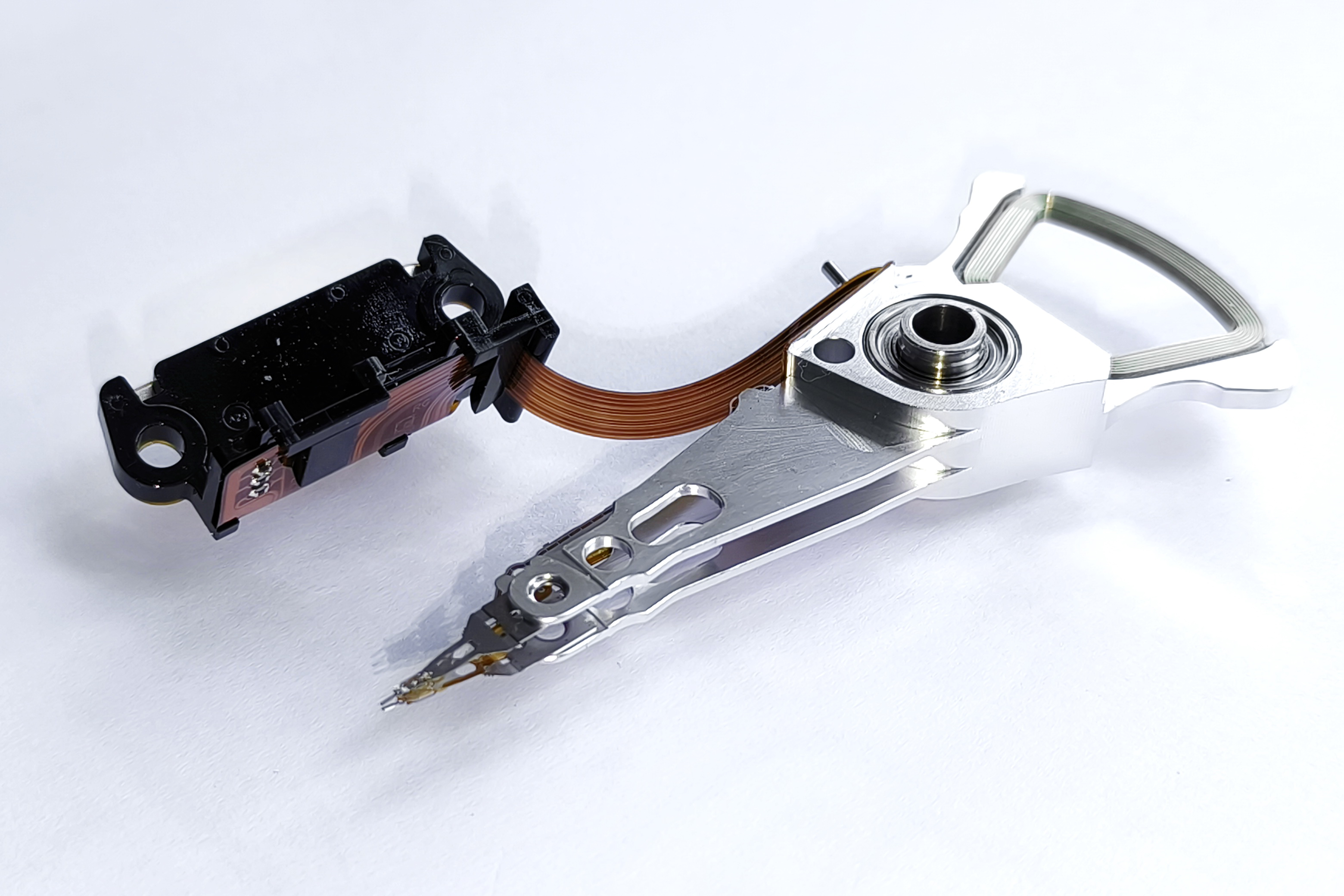
硬碟的執行器臂組件

### 物理结构
硬盘的物理结构一般由磁头与碟片、电动机、主控芯片与排线等部件组成；当主电动机带动碟片旋转时，副电动机带动一组（磁头）到相对应的碟片上并确定读取正面还是反面的碟面，磁头悬浮在碟面上画出一个与碟片同心的圆形轨道（磁道或称柱面），这时由磁头的磁感线圈感应碟面上的磁性与使用硬盘厂商指定的读取时间或数据间隔定位扇区，从而得到该扇区的数据内容；
- 磁軌

當磁盤旋轉時，磁頭若保持在一個位置上，則每個磁頭都會在磁盤表面劃出一個圓形軌跡，這些圓形軌跡就叫做磁道（Track）。資料儲存手段從LMR進展到PMR這中又有CMR、SMR等技術。
- 柱面

在有多个盘片构成的盘组中，由不同盘片的面，但处于同一半径圆的多个磁道组成的一个圆柱面（Cylinder）。
- 磁區

磁盤上的每個磁軌被等分為若干個弧段，這些弧段便是硬碟的磁區（Sector）。硬碟的第一個磁區，叫做開機磁區。

#### 避免故障
硬碟碟片轉速極快，與碟片的距離極小；因此硬碟內部是無塵狀態，硬碟有過濾器過濾進入硬碟的空氣。為了避免磁頭碰撞碟片，廠商設計出各種保護方法；目前硬碟對於地震有很好的防護力（1990年代的一些硬碟，若在使用中碰到略大的地震，就很可能損壞），防摔能力也大幅進步，電源關閉及遇到較大震動時磁頭會立刻移到安全區（近期的硬碟也開始防範突然斷電的情況）；而許多筆記型電腦廠商也開發出各種笔记本电脑結構來加強硬碟的防摔性。但硬碟在通電時耐摔度會降低（旋轉逆動性）、也只能溫和的移動，許多人也已經養成在關閉硬碟後30秒至一分鐘內、不會移動硬碟（及笔记本电脑）的習慣。
2010年後氦氣封裝技術量產，以往的硬碟填充介質為空氣，不過容易受到空氣影響，因此碟片之間距離不能进一步缩小，而氦氣的密度比起空氣小上許多，而且性质穩定，使用它來當介質，使盘体和磁头的阻力和震動相對变小，因此碟片之間的距離能进一步缩小，所以同樣的空間下能夠裝下更多的碟片，採用氦氣封裝的好處除了容量變大外，溫度和耗電能夠再降低，因此耐用度和穩定性能夠再提升。但如果内部气体发生泄漏，会导致磁盘更容易地损坏和难以常规性的修复（非原厂的数据恢复无法提供氦气的重新封装及组件修复）。

### 逻辑结构
操作系统对硬盘进行读写时需要用到文件系统把硬盘的扇区组合成簇，并建立文件和树形目录制度，使操作系统对其存取和查找变得容易，这是因为操作系统直接对数目众多的扇区进行寻址会十分麻烦。

### MBR和GPT
主開機紀錄（Master Boot Record，縮寫：MBR），又叫做主引導磁區，是電腦開機後存取硬碟時所必須要讀取的首個磁區，主引導磁區記錄著硬碟本身的相關訊息以及硬碟各個分割的大小及位置訊息，是資料訊息的重要入口。如果它受到破壞，硬碟上的基本資料結構訊息將會遺失，需要用繁瑣的方式試探性的重建資料結構訊息後才可能重新存取原先的資料，對於那些磁區為512位元組的磁碟，MBR分割表不支援容量大於2.2TB（2.2×1012位元組）的磁區。
全局唯一標識分區表（GUID Partition Table，缩写：GPT）是一个實體硬盘的分区表的结构布局的标准。它是可扩展固件接口（EFI）标准（被Intel用于替代个人计算机的BIOS）的一部分。GPT分配64bits给逻辑块地址，因而使得最大分区大小为264-1个扇区。对于每个扇区大小为512字节的磁盘，相当于9.4ZB（9.4 x 1021字节）或8 ZiB-512字节（9,444,732,965,739,290,426,880字节或 18,446,744,073,709,551,615（264-1）个扇区x 512（29）字节每扇区）。

## 尺寸
硬碟機的尺寸和用途可分為：

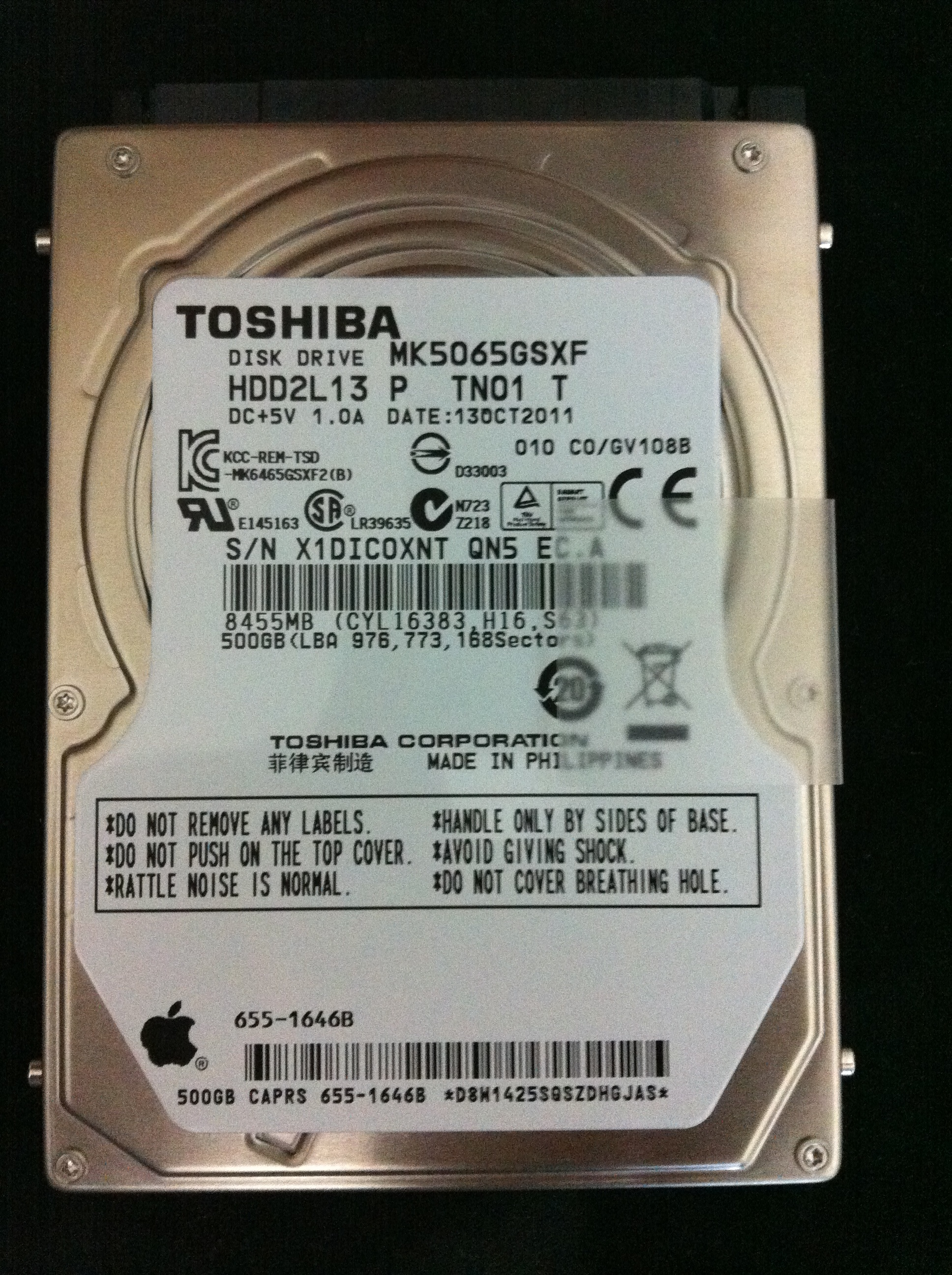
带一个小提手的筆記型電腦用SATA接口2.5英寸东芝硬碟

- 0.85英寸，多用於手機等便攜裝置中，目前已停产。
- 1英寸（微型硬碟，MicroDrive），多用於數碼相機（CF type II介面），目前已停产。
- 1.8英寸，多用於筆記型電腦及外置硬碟盒中，目前已停产。
- 2.5英寸，多用於筆記型電腦及外置硬碟盒中。採用2.5寸硬碟的外置硬碟盒一般不需外接電源。
- 3.5英寸，多用於桌上型電腦中。但採用3.5"硬碟的外置硬碟盒一般都需外接電源，因為耗電量超過USB的供電上限，且3.5寸硬盘需要12v电压。
- 5.25英寸，多為早期桌上型電腦使用，已停产。

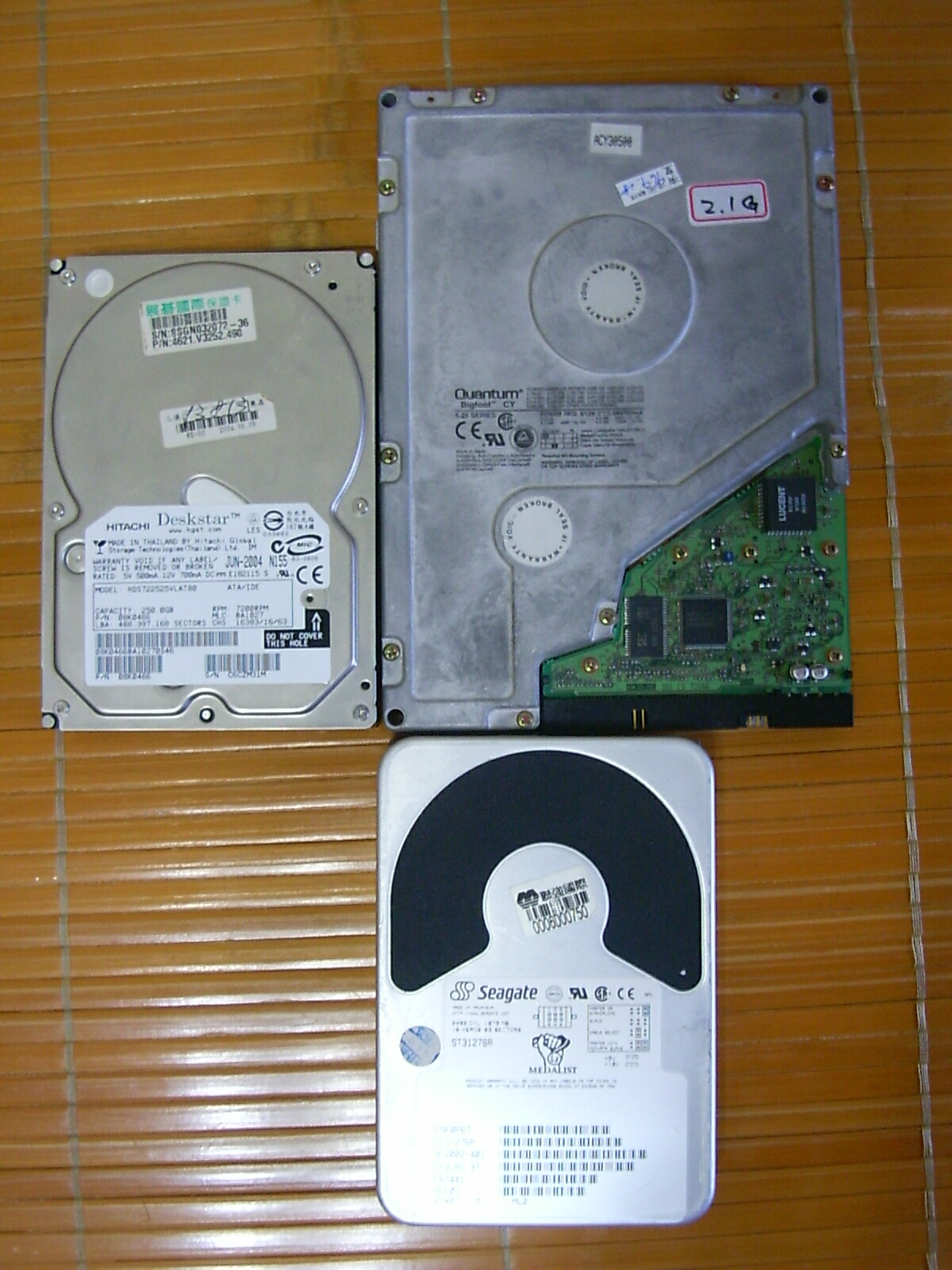
5.25英寸硬盘与3.5英寸硬盘的尺寸比较

- 10.5英寸。
- 14英寸，如NEC DKU800。

## 主要参数
除了接口和尺寸以外，硬盘还有以下参数：
| 容量         | 硬盘最主要的参数，目前硬盘的容量有36GB、40GB、45GB、60GB、75GB、80GB、120GB、150GB、160GB、200GB、250GB、256GB、300GB、320GB、400GB、500GB、640GB、750GB、1TB、1.5TB、2TB、2.5TB、3TB、4TB、5TB、6TB、8TB、10TB、12TB、14TB、16TB、18TB、22TB等多种规格，但會有計算誤差，詳見檔案大小轉換。 |
| 转速         | 硬盘每分钟旋转的圈数，单位是rpm（Revolutions Per Minute，每分鐘的轉動數），有4200rpm、5400rpm、5900rpm、7200rpm、10000rpm、15000rpm、18000rpm等规格。一般来讲轉速愈高通常資料傳輸速率愈好，但同時噪音、耗電量和發熱量也越高。                                                               |
| 缓存         | 主要有2MB、8MB、16MB、32MB、64MB、128MB、256MB等规格。 |
| 平均寻道时间 | 单位是ms（毫秒），有5.2ms、8.5ms、8.9ms、12ms等。 |
| 内部传输速度 | 包括磁头把数据从盘片读入缓存的速度，以及磁头把数据从缓存写入盘片的速度。可用来评价硬盘的读写速度和整体性能。 |

除此之外还有电压、电流等参数。固态硬盘还有主控、颗粒类型（SLC、MLC、TLC、QLC）等参数。
机械硬盘里一般3.5寸硬盘需要5V和12V电压，2.5寸硬盘只需5V电压，但因为有机械结构，因此功耗通常比固态硬盘要高；固态硬盘的电压一般则为5V或3.3V，同时固态硬盘功耗通常较低（功耗2.5W左右，电流500mA左右），相比机械硬盘更节能。

## 發展史
| 時間           | 發展內容 |
| -------------- | --- |
| 1956年         | IBM的IBM 305 RAMAC是現代硬碟的雛形，它相當於兩個冰箱的體積，不過其儲存容量只有5MB。 |
| 1973年         | 这一年IBM 3340問世，它擁有「溫徹斯特」這個綽號，來源於它的兩個30MB儲存單元，恰好是當時出名的「溫徹斯特來福槍」的口徑和填彈量。至此，硬碟的基本架構被確立。 |
| 1980年         | 兩位前IBM員工創立的公司開發出5.25英寸規格的5MB硬碟ST506，這是首款面向桌上型電腦的產品，而該公司正是希捷科技公司（Seagate）。 |
| 1980年代末     | IBM推出MR（Magneto Resistive磁阻）技術令磁頭靈敏度大大提升，使盤片的儲存密度較之前的20Mbpsi（bit/每平方英寸）提高數十倍，該技術為硬碟容量的巨大提升奠定基礎。1991年，IBM應用該技術推出首款3.5英寸的1GB硬碟。                                                                                   |
| 1970年到1991年 | 硬碟碟片的儲存密度以每年25%~30%的速度增長；從1991年開始增長到60%～80%；至今，速度提升到100%甚至是200%。從1997年開始的驚人速度提升得益於IBM的GMR（Giant Magneto Resistive，巨磁阻）技術，它使磁頭靈敏度進一步提升，進而提高儲存密度。                                                           |
| 1993年         | 康諾（Conner Peripherals）推出CP30344硬碟容量是340MB。 |
| 1995年         | 為了配合Intel的LX芯片組，昆騰與Intel攜手發布UDMA 33接口——EIDE標准將原來接口數據傳輸率從16.6MB/s提升到33MB/s同年，希捷開發出液態軸承（FDB，Fluid Dynamic Bearing）馬達。所謂的FDB就是指將陀螺儀上的技術引進到硬碟生產中，用厚度相當於頭髮直徑十分之一的油膜取代金屬軸承，減輕硬碟噪音與發熱量。 |
| 1996年         | 希捷收購康諾（Conner Peripherals）。 |
| 1998年2月      | UDMA 66規格面世。 |
| 2000年10月     | 邁拓（Maxtor）收購昆騰。 |
| 2003年1月      | 日立宣佈完成20.5億美元的收購IBM硬碟事業部計畫，並成立日立環球儲存科技公司（Hitachi Global Storage Technologies, Hitachi GST）。 |
| 2005年         | 日立環儲和希捷都宣佈將開始大量採用磁盤垂直寫入技術（perpendicular recording），該原理是將平行於盤片的磁場方向改變為垂直（90度），更充分地利用儲存空間。 |
| 2005年12月21日 | 希捷宣佈收購邁拓（Maxtor）。 |
| 2007年1月      | 日立環球儲存科技宣佈將會發售全球首隻1Terabyte的硬碟，比原先的預定時間遲了一年多。硬碟的售價為399美元，平均每美分可以購得27.5MB硬碟空間。 |
| 2011年3月      | 威騰電子以43億美元的價格，收購日立環球儲存科技。 |
| 2011年4月      | 希捷宣佈與三星強化策略夥伴關係，傳統的硬碟逐漸地被固態硬碟所取代。。 |
| 2011年12月     | 希捷宣布收购三星旗下的硬盘业务。 |

## 現存主要硬盘制造商

電腦配件圖中7是硬碟安裝位置

- 西部数据（Western Digital）
  - 日立環球儲存科技：2011年被西部数据收購，並改名為昱科環球儲存（HGST）。
    - IBM：2003年硬盘部门被日立收購。
- 希捷（Seagate）
  - 康諾（Conner）：1996年被希捷收購。
  - 迈拓（Maxtor）：2006年被希捷收购。
    - 昆腾（Quantum）：2000年硬盘部门被迈拓收购。

  - 三星電子（Samsung）：2013年硬盘业务被希捷收购。
- 東芝（Toshiba）
  - 富士通（Fujitsu）：2009年2月18日硬盘部门被東芝收购。

## 外部連結
- 硬盘的读写原理和磁盘碎片的产生 （页面存档备份，存于）
- 硬碟壞軌的原理 （页面存档备份，存于）

### 硬碟製造商
- Western Digital威騰電子，提供桌上型電腦及筆記型電腦IDE介面硬碟 （页面存档备份，存于）
- 希捷，提供桌上型電腦及筆記型電腦IDE介面硬碟 （页面存档备份，存于）
- Toshiba，提供筆記型電腦IDE介面硬碟 （页面存档备份，存于）